# Hachszara im. Bera Borochowa w Łodzi
Hachszara im. Bera Borochowa w Łodzi (pot. Kibuc Borochowa, hebr. חוות ההכשרה ע"ש ברוכוב בלודז') – gospodarstwo szkoleniowe dla Żydów, przygotowujące ich do aliji, działające w latach 1931–1940, początkowo przy ul. Ogrodowej 9, następnie przy ul. Leszno 41 (późn. ul. gen. L Żeligowskiego). Jego nazwa upamiętniała Dow Bera Borochowa.

## Nazwa
Hachszara im. Bera Borochowa, mimo powszechnie używanej wobec niej nazwy „kibuc” zgodnie z definicją nie było kibucem, m.in. ze względu na fakt, iż jej działalność odbywała się poza Izraelem i nie polegała na działalności rolniczej. Pełniła zaś formę obozu przygotowawczego dla Żydów, tj. hachszary, w celu przygotowania ich do zamieszkania w Ziemi Izraela.

## Historia

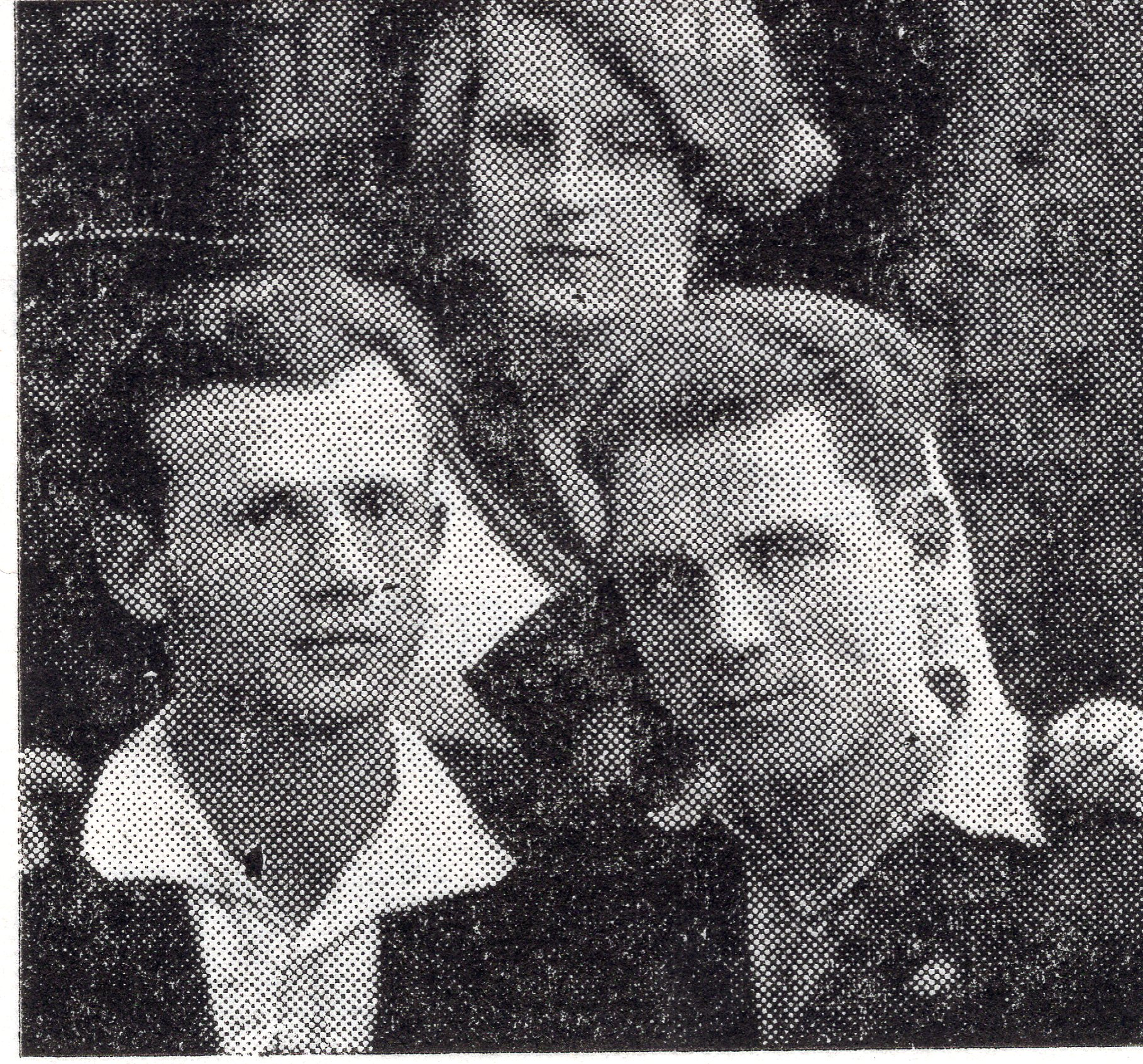
Hanan Meiri i Vania Pomerantz założyciele hachszary w Łodzi

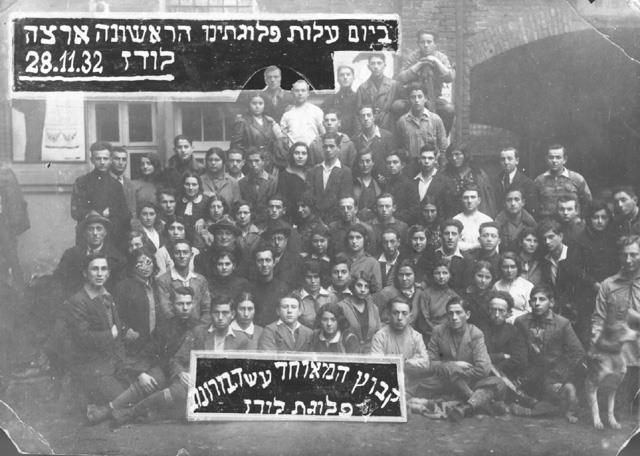
Pierwsza grupa szkolonych żydów, mających wyjechać do Izraela. 28 listopada 1932

Inicjatywa założenia hachszary w Łodzi zrodziła się pod koniec lat 20. XX w. na konferencji Poalej Syjon w Warszawie. Pomysłodawcami jej realizacji byli członkowie Poalej Syjon z Łodzi - Eliezer Lewin i Icchak Goldin. Zorganizowanie hachszary powierzono Vanii Pomerantz z organizacji Frajhajt oraz Hananowi Meiriemu z organizacji He-Chaluc. Decyzja o zainicjowaniu obozu szkoleniowego w Łodzi była podyktowana łatwością znalezienia pracy dla Żydów co było spowodowane faktem, iż Łódź była wówczas miastem o silnie rozwiniętym przemyśle.
Pierwszą siedzibą hachszary był obiekt przy ul. Ogrodowej 9, która w 1934 została przeniesiona na ul. Leszno 41 (późn. ul. gen. L Żeligowskiego 41). We wrześniu 1933 hachszara liczyła około 300 członków, którzy pochodzili z: Warszawy (ok. 24%), Wołynia (17%), Białegostoku (13%), Podlasia (13%), Lublina (9%), Kielc (7%) i Łodzi (7%).
Wraz z systematycznym rozrastaniem się organizacji, jej kierownictwo podjęło decyzję o utworzeniu „bloku Borochowa”, polegającego na zorganizowaniu kolejnych obozów szkoleniowych w okolicach Łodzi, w tym m.in. w Końskich, Koninie, Kole, Kleczewie, Płocku, Będzinie, Dobrzyniu nad Wisłą, Rypinie, Raciążu, Lipnie, Sompolnie, Poznaniu, Zgierzu, Kielcach, Gostyninie, Aleksandrowie Łódzkim. Oddziały te obejmowały od 6 do 45 członków.

### II wojna światowa
Po zajęciu Łodzi przez wojska niemieckie członkowie hachszary początkowo postanowili w niej pozostać. Niemniej z czasem na wieść o działaniach wojsk niemieckich wobec Żydów, podjęli decyzję o ucieczce do Warszawy z wyjątkiem niewielkiego grona kobiet. Podzieleni na 20 grup wyruszyli w podróż, niemniej w trakcie przeprawy przez rzekę w Łowiczu, doszło do bombardowania mostu. Z 270 członków hachszary Borochowa około 180 powróciło do Łodzi, lecz w siedzibie przy ul. Leszno 41 doszło do zajęcia budynków i sprzętu. Członkowie zostali zmuszeni do pracy na potrzeby armii niemieckiej. Żydzi, którzy zdołali się przedostać do Warszawy, zostali zamknięci w getcie warszawskim. W październiku 1939 Cywia Lubetkin została wysłana z Białegostoku (okupowanego przez ZSRR) przez organizację He-Chaluc do integracji oddziałów jej organizacji z oddziałami znajdującymi się pod okupacją niemiecką. W okresie gdy przebywała na obszarach okupowanych przez Niemcy dokonała odtworzenia hachszary Borochowa na terenie Litzmanstadt Ghetto.

## Organizacja

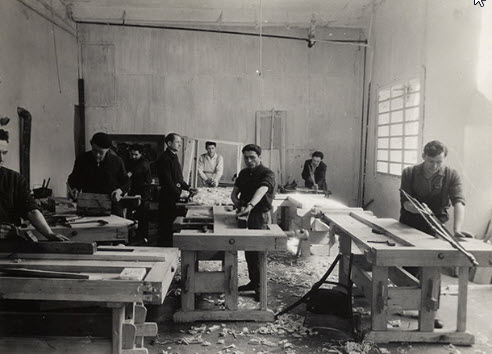
Pracownia stolarska w hachszarze Borochowa

Nad hachszarą czuwało kierownictwo wybierane przez walne zgromadzenie. Nad jej działalnością gospodarczą czuwał komitet, w którego skład wchodzili m.in. Ariel Tartakower i Chaim Ormian. Komitet zajmował się: zarządzaniem budżetem, zakupem żywności, zbieraniem funduszy, szukaniem pracy dla podopiecznych, reprezentowaniu hachszary przed polskimi władzami. Członkowie kibucu stworzyli na swoje potrzeby szwalnie, zakłady stolarskie, szewskie i ślusarskie oraz piekarnię - zatrudniały one około 50 członków.

### Kultura
Działalnością kulturalną zajmował się wewnętrzny komitet ds. kultury, który organizował m.in. wieczorne zajęcia obejmujące naukę hebrajskiego, poezję, działania kulturalne i wykłady. Hachszara miała również bibliotekę i wydawała własną gazetę. Ponadto w ramach działalności kulturalnej odbywały się wykłady oraz występy artystów i działaczy kulturalnych, w tym m.in. aktorów teatru Ohel i teatru Habima, Abrahama Herzfelda, Natana Bistritzkiego, Martina Bubera, Mosze Brodersona, Jankiela Adlera. Działalność organizacji wspierał Icchak Kacenelson.

### Emisariusze
W okresie działalności kibucu przybywali do niego emisariusze z Ziemi Izraela, zmieniający się co 2 lub 3 lata. Ich celem było dostarczanie informacji nt. Izraela oraz motywowanie członków wspólnoty do uczestnictwa w aliji, a także pomoc w uzyskiwaniu pozwoleń na przyjazd do Izraela oraz organizacja nielegalnej imigracji.